# Kalundborg Kommune (1970–2006)
| Strukturdaten       | Strukturdaten      |
| ------------------- | ------------------ |
| Sitz der Verwaltung | Kalundborg         |
| Fläche              | 130,20 km²         |
| Einwohner           | 19.879 (2003)      |
| Kommune seit 2007   | Kalundborg Kommune |

Kalundborg Kommune war bis Dezember 2006 eine dänische Kommune im damaligen Vestsjællands Amt im Westen der dänischen Hauptinsel Seeland. Seit Januar 2007 ist sie zusammen mit den ehemaligen Kommunen Bjergsted, Gørlev, Hvidebæk und Høng Teil der neuen Kalundborg Kommune.